# 斎藤哲也
斎藤 哲也（さいとう てつや、1964年6月3日 - ）は、TBSテレビの社員、元エグゼクティブアナウンサー。

## 来歴・人物
茨城県出身。茨城県立竜ヶ崎第一高等学校を経て早稲田大学第二文学部社会学専修卒業。
大学在学中に東八郎が主宰する「笑塾」にてお笑いを学び、新宿コマ劇場を始め数々の舞台を経験するが、大学卒業と東の死去に伴い、お笑いからアナウンサーへ転身。
1989年4月、TBS（旧法人）にアナウンサー25期生として入社。同期には小林豊、小笠原保子、福島弓子、原山理一郎がいる。
1996年9月までは主に報道番組を担当していた。1995年、朝の情報番組『あなたにオンタイム』で秋沢淳子とともにメインキャスターを務める。
その後は1996年9月の番組開始当初から出演していた『はなまるマーケット』で人気上昇。2005年3月後時間番組の『きょう発プラス!』へ異動に伴い、『はなまるマーケット』を降板。その後、平日昼の情報番組である『2時っチャオ!』『ひるおび!』に出演。
2022年7月に社内の人事異動でアナウンサー職を離れて編成考査局へ異動となった。
7月の異動後も早朝番組『THE TIME,』の1コーナー「目覚めのいい音」のナレーションだけは続行していたが、9月30日の放送で勇退した。

## アナウンサー時代の出演番組

### テレビ
レギュラー・準レギュラー
- JNNおはようニュース&スポーツ（1990年）キャスター[7][8]
- あなたにオンタイム（1995年）ニュース担当[8]
- はなまるマーケット（1996年 - 2005年）進行アナウンサー[7][8]
  - 編成考査局への異動後、『はなまるマーケット』と同時間帯に編成されている『ラヴィット!』（2021年3月29日放送開始）には、2024年3月4日放送分で「クイズママダス」のコーナーが1日限りの復活となったことから出演。同コーナーを一時期担当していた高倉陵（三拍子）が「あきらめきれないもの」としてこのコーナーの「はなまるエプロン隊」を挙げたことにより実現したもので、高倉の後に同コーナーを担当した赤荻歩・蓮見孝之（いずれも2004年TBS入社の現役アナウンサー）も揃って出演。
- TiME OVER（BS-i、2000年 - 2005年）司会
- きょう発プラス!（2005年 - 2006年）芸能ニュース・朝刊プラス担当
- 2時っチャオ!（新聞コーナー担当）
- ひるおび！（ひるとく！水曜日担当）
- 世紀のワイドショー!ザ・今夜はヒストリー（不定期でコーナー担当）
- メディカルα（BS-TBS）
- S☆1（日曜最終版のニュース、2019年7月 - 2020年3月）
- JNNフラッシュニュース（隔週・金曜日→月曜日、2014年4月7日 - 2022年6月27日）※過去にも不定期で出演経験あり
- 逆説の日本史（ナレーション）
- TBS NEWS - TBS NEWS内で随時担当
- JNNニュース（日、2020年4月5日 - 2022年6月26日）
- news23（ナレーション／金、2021年10月1日 - 2022年6月24日）
- ラジオニュースデスク（火）
- THE TIME,（2021年10月1日 - 2022年9月30日）※「目覚めのいい音」ナレーション[6]

単発番組での出演
- ザ・ベストテン2003（2003年12月30日）追っかけマン
- ぴったんこカン・カン正月スペシャル（クイズ担当）
- 渡る世間は鬼ばかり ディナーショー司会
- 緊急追悼特別番組・長さんだョ!全員集合 （2004年3月27日）司会
- 3年B組金八先生 同窓会スペシャル（司会）
- ピン子の時間（2005年5月11日）
- 嗚呼、ニッポンの兄弟（MBS製作、2005年6月8日）司会
- ニューロン（2005年7月26日 - 7月28日・8月2日 - 8月4日）司会
- 東京ビンゴナイト（2005年10月4日 - 10月6日）司会
- 緊急特番!ピンタゴン（2007年2月28日）
- スーパービンゴナイト（2007年4月3日、9月28日、12月29日）

ドラマ
- はなまるマーケット殺人事件（2000年3月10日）本人役
- 赤い運命（2005年10月4日）ニュースキャスター役
- 猫弁〜死体の身代金〜（2012年4月23日）
  - 猫弁と透明人間（2013年4月22日）
- 日本沈没-希望のひと- 第1話・第5話（2021年10月10日・11月14日）

### ラジオ
- 森本毅郎・スタンバイ!
- 斎藤哲也のすいすいサタデー（1991年）[7][8]
- ヤンアナジョッキー（1992年）[7][8]
- Go-tch（月曜『mix』内）
- 成瀬心美のもうすぐオトナ時間（2012年10月 - 2013年3月）
- OLERA（2014年10月 - 2015年3月）金曜リポーター
- 講談社 ラジオブックス （2006年9月11日 - 15日）朗読

## 出演映画
- ファンキー・モンキー・ティーチャー4　高校教師（1993年、東映）- テレビレポーター 役
- 世界の中心で、愛をさけぶ（2004年5月、東宝）台風を伝える番組内のアナウンサー 役

## 創作活動
- 2004年1月25日に東京国際フォーラムで催された「アナフェスタ2004」で発表した五行歌は、後日朝日新聞の首都圏版にも掲載された。
- 趣味のイラスト描きを生かし、TBSアナウンサー公式サイト内・「アナウンスBoo!!」のメインイラストを描いた。

## エピソード
- 『はなまるマーケット』後半のクイズコーナー「クイズデイリー!ママダス」の司会で知名度を大きく上げている。特にコーナー終盤の優勝賞品を決めるための「はなまるボックス」登場時の「Come on! はなまるBOX!!」の掛け声とポーズは斎藤のトレードマークとなった。
- 『2時っチャオ!』では「サスペンダー斎藤の新聞コーナー」を担当。コーナーの冒頭ではサスペンダーの紐を引っ張ってパチンと体に叩きつけていた。
- 2005年5月11日放送の泉ピン子の番組『ピン子の時間』の企画でダイエットに挑戦し、1か月で103.6kgから88.1kgへ約15kgの減量に成功。
- 『はなまるマーケット』で司会を務めていた岡江久美子が新型コロナウイルスへの感染に伴う肺炎で2020年4月23日に63歳で急逝したことを受けて、翌24日には後継番組の『グッとラック!』へ急遽出演。生前との岡江との思い出話や、前日の会議中に訃報を知ってからの心情を涙をこらえるような表情で語ったうえで、視聴者に対して「健康に気を遣っていた岡江さんがこういうこと（新型コロナウイルスへの感染が命取り）になるので、このウイルスにかからないよう、今まで以上に気をつけていただきたい。それが岡江さんの遺志になると思う」と呼び掛けた[9]。